# 許立達
許立達（Hsu Li-da，1982年—），台湾电影導演、編劇。天主教輔仁大學影像傳播學系學士，國立臺北藝術大學電影創作學系碩士班導演組藝術碩士。2021年以電視電影《告別》榮獲第52屆金鐘獎迷你劇集（電視電影）導演獎與迷你劇集（電視電影）編劇獎。2023年指導長篇電影《少男少女》劇情片。

## 導演作品年表
- 2011年：《背影》（True School）
- 2014年：《家事提案》（Proposal）
- 2015年：《愛情的盡頭》（The End of Love）
- 2016年：《三角犯罪》（Hate you, Murder him, Love me!）
- 2017年：《冥中注定我愛你》（Meant to Be）
- 2017年：《告別》（The Long Goodbye）
- 2019年：《最愛女人RPG》（Women's Role-playing Games）
- 2021年：《2049－完美預測》（2049－The Fortune Telling）
- 2023年：《少男少女》（A Boy and A Girl）

## 獲獎
- 入圍德國慕尼黑青少年影展 《背影》
- 第十屆北京電影學院國際學生影展 (ISFVF)「亞洲最佳學生作品獎」《背影》
- 第34 屆金穗獎學生作品組「優等學生作品獎」《背影》
- 日本賞(Japan Prize) 青少年教育節目類第二名 (2012)
- 美國紐約電視節 (New York Festivals International Television & Film Awards) 金獎 (2013)
- 菲律賓世界首映電影節(World Premieres Film Festival Philippines) 主競賽單元評審團特別獎 (2015)
- 第52屆金鐘獎迷你劇集（電視電影）導演獎(2017)
- 第52屆金鐘獎迷你劇集（電視電影）編劇獎(2017)

## 外部連結
- 台灣電影網 Taiwan Cinema
- 許立達在互联网电影资料库（IMDb）上的資料（英文）